# Lîpnîkî, Pustomîtî
Lîpnîkî (în ucraineană Липники) este un sat în comuna Porșna din raionul Pustomîtî, regiunea Liov, Ucraina.

## Demografie
Componența lingvistică a localității Lîpnîkî
     Ucraineană (99,28%)
     Alte limbi (0,72%)
Conform recensământului din 2001, majoritatea populației localității Lîpnîkî era vorbitoare de ucraineană (99,28%), existând în minoritate și vorbitori de alte limbi.